# Граймс, Тэмми
Тэ́мми Ли Граймс (англ. Tammy Lee Grimes; 30 января 1934, Линн, Массачусетс, США — 30 октября 2016, Энглвуд, Нью-Джерси, США) — американская актриса и певица.

## Биография
Родилась в семье натуралистки и фермера. После окончания средней и высшей школы посещала занятия актёрского мастерства и драмы в Нью-Йорке. Там же, в 1955 году, состоялся её театральный дебют на Бродвее, где она добилась большого успеха в качестве актрисы мюзиклов. В 1961 году за роль в мюзикле «Непотопляемая Молли Браун» Граймс была удостоена престижной театральной премии «Тони», а в 1970 году вновь её получила за роль в пьесе «Частные жизни». В 1955 году стартовала её карьера на телевидении, продолжавшаяся до начала 1990-х годов. За это время Граймс появилась почти в сорока телесериалах, а также была ведущей собственного комедийного шоу в 1966 году.
На большом экране она появлялась значительно реже. Среди фильмов с её участием значатся такие картины, как «Играй как по писаному» (1972), «И спотыкается бегущий» (1979), «Америка» (1986), «Мистер Норт» (1988) и «Высокое искусство» (1998). В 1982 году приняла участие в озвучивание мультфильма «Последний единорог», где её голосом говорила Молли Грю. В 2003 году актриса была включена в Американский театральный холл славы. За годы своей карьеры она также записала три сольных музыкальных альбома и выпустила три популярных сингла.

### Личная жизнь
С 1956 по 1960 год была замужем за канадским актёром Кристофером Пламмером, от которого родила дочь Аманду Пламмер. После этого она ещё дважды выходила замуж.

## Награды
- Тони
  - 1961 — «Лучшая актриса второго плана в мюзикле» («Непотопляемая Молли Браун»)
  - 1970 — «Лучшая актриса в пьесе» («Частные жизни»)